# Julieta de Godoy Ladeira
Julieta de Godoy Ladeira (São Paulo, 1935 - ibídem, 1997) fue una escritora brasileña más conocida por haber recibido el Premio Jabuti de Literatura en la categoría cuento/crónica/novela en 1963 por Passe as Férias em Nassau.
Incursionó en el realismo literario con toques intimistas, poéticos y fantásticos, mientras que fue una de las partícipes del boom del cuento durante las décadas 1960 y 1970. Además, en su obra se puede apreciar el uso de la sátira para describir los problemas urbanos de la clase media brasileña.

## Obras(parcial)
- Passe as férias em Nassau (1967).
- Viva a República
- Índio Vivo
- Era uma vez Tiradentes
- No tempo da Abolição
- Até Mais Verde: Fábula do Fim do Mundo e do Começo
- Antes que a Terra Fuja
- Um Natal Bem Diferente
- Memórias de Hollywood ISBN 8521304633
- Antologia de Contos: Contos Brasileiros Contemporâneos
- Aventuras e Perigos de um Copo D´água
- Jacaré Não Manda Carta
- Desafio de Criar: a Palavra como Ação e Renovação
- As Mil e uma Noites ISBN 8526247360
- As Latinhas Também Amam
- Antologia de Contos Brasileiros Contemporâneos ISBN 8516039846
- Era Sempre Feriado Nacional
- Antes que a Terra Fuja: uma História Pela Limpeza do Meio Ambiente ISBN 851603075X
- Até Mais Verde: Fábula do Fim do Mundo e do Começo ISBN 8535702733